# Moralteori
Moralteori beskæftiger sig med at finde det gode frem for at finde ud af, hvad det gode er (dette er moralfilosofiens opgave). Moralteori er et langt mere teoretisk disciplin, der tager stilling til eksistensen af moralske principper, moralsk viden og moralske grunde, samt hvor man skal finder sådanne entiteter. Moralteori er således deskriptivt og moralfilosofi normativt.